# 음극선관 프로젝터

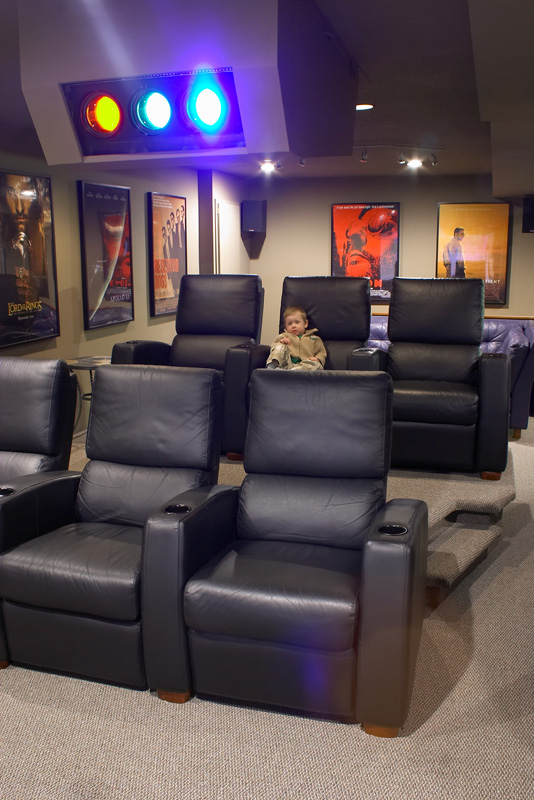
제니스 1200 CRT 프로젝터. (2006년)

음극선관 프로젝터 또는 CRT 프로젝터는 작고 매우 밝은 음극선관을 영상을 만들어 내는 데에 쓰이는 영상 프로젝터이다. 영상은 렌즈를 사용하여 CRT 표면 앞에서 화면이 확대되어 초점이 맞춰진다. 꽤 현대의 음극 선관 프로젝터는 들어오는 비디오 신호의 3 개의 빨강, 초록, 파랑의 색을 처리하여 영상이 렌즈에 초점이 맞춰되는 각 CRT로 보내면서 화면에 완전한 그림을 만들어 낸다. 다양한 설계가 있는데, "다이렉트" CRT 렌즈 디자인, Schmidt-CRT 등을 들 수 있다.

## 장단점
기본적으로 브라운관의 장단점을 모두 가지고 있다.

#### 장점
- 긴 CRT 수명 - 보통, 일반 텔레비전 수명과 같다. 양호한 밝기를 최대 10,000시간까지 보장.[1]
- 매우 좋은 색 해상도, 밝기, 그림 크기를 지원한다. 정확한 색 표현에 최대 1920x1200 지원.[2][3]
- 한 번 설정하면, 램프를 사용하는 다른 프로젝터와는 달리 유지 보수가 거의 필요 없다.
- 뛰어난 검정 수준 - 검정은 실제로 검정이고 어두운 회색이 아니다. (역자 주: LCD는 백라이트 때문에 검정 부분을 잘 표현하지 못 한다.)
- CRT 모니터로서, 이미지 해상도와 주파수가 고정되어 있지는 않지만 약간의 제한 속에서 다양화되어 있다. 인터레이스로 비롯되는 영상은 완전하지 못한 디인터레이스 방식 보다 직접적으로 재생할 수 있다.
- 반응속도가 매우 빠르며, 프레임이 많은 영상을 자연스럽게 재생할 수 있다.

#### 단점
- 음극선관이기 때문에 부피가 크며, 무겁고(휴대성이 없음) 육중하다는 경향이 있다.
- 최대 밝기 수준이 낮다. - 방은 완전히 어두워야 하고, 햇빛 환경에서 들어오는 시야는 어두움에 적응하기 위해 1~2분 정도 시간이 필요하다. 그래야 영상을 자세하게 볼 수 있다. 특히 1관식에서 이런 현상이 심하다.
- 3관식의 경우 고르지 못한 색 혼합이 있을 수 있다. 왜냐하면 화면 위로 각 선을 투사하기 때문이다. 이것을 보완하려면 섬세한 회로가 필요하다.
- 3관식의 경우 초점이 잘 맞지 않을 수 있다.
- 완전한 영상을 위해서는 조정과 설정에 어느 정도 시간이 걸린다.
- 섬세한 회로와 최적 화질의 동기화 때문에 다른 종류의 프로젝터보다 상대적으로 고가이다. (다른 종류의 프로젝터보다 중고 장비로 싸게 구입하기엔 알맞다)
- 같은 화면을 오랫동안 틀어놓으면 번인(영구적인 잔상)현상이 일어난다.
- 1프레임당 한 번씩 깜빡이는 브라운관의 특성 상 다른 프로젝터에 비해 눈이 더 피로하다.
- 전력소모량이 크며, 이로 인해 발열이 많다.
- 자기장에 의해 화면이 왜곡될 수 있다.

## 같이 보기
- 액정 프로젝터
- 바코 (Barco)